# Utivarachna arcuata
Espèce
Utivarachna arcuata est une espèce d'araignées aranéomorphes de la famille des Trachelidae.

## Distribution
Cette espèce est endémique du Yunnan en Chine,. Elle se rencontre dans le xian de Tengchong et le district de Longyang.

## Description
Les mâles mesurent de 3,65 à 5,10 mm et les femelles de 5,85 à 6,65 mm.

## Publication originale
- Zhao & Peng, 2014 : Spiders of the genus Utivarachna from China (Araneae: Corinnidae). Zootaxa, no 3774(6), p. 578-588.